# Steve Reeves
Stephen L. Reeves (Glasgow, Montana, 21 de enero de 1926-Escondido, California, 1 de mayo de 2000) fue culturista y actor estadounidense, que destacó en los filmes de género péplum realizados en Italia desde finales de los cincuenta hasta mediados de los sesenta.

## Biografía
Nació en Glasgow, Montana, y se trasladó a los diez años a California con su madre, Goldie, después del fallecimiento de su padre, Lester Dell Reeves, en un accidente.
En el instituto desarrolló un gran interés por el culturismo y entrenó en el gimnasio de Ed Yarick en Oakland. A los 17 años ya tenía un cuerpo muy desarrollado para su época y después de graduarse entró en la Armada para más tarde combatir en la Segunda Guerra Mundial y servir en el Pacífico.
Como culturista, Reeves entrenaba tres días a la semana. Cada entrenamiento era de cuerpo completo, a diferencia de un entrenamiento dividido. Realizaba las tres series habituales de 8 a 12 repeticiones por ejercicio.  Durante el entrenamiento, no le importaba el tiempo, sino que trabajaba hasta completar su rutina, que le llevaba entre dos y cuatro horas.
Pronto comenzó a obtener premios en los principales concursos de fitness del mundo.
- En 1946 fue Míster Pacífico en Oregón, en su categoría y en la absoluta.
- En 1947 fue Míster Western América.
- En 1947 fue Míster Pacífico.
- En 1947 fue Míster América.[6]
- En 1948 quedó segundo en el torneo Míster USA.
- En 1948 fue NABBA Mr. Universo en su categoría y segundo en la categoría absoluta.
- En 1948 se proclamó Míster Mundo.
- En 1949 fue tercero en el torneo Míster USA.
- Finalmente en 1950 fue NABBA Mr. Universo en su categoría y en la absoluta.[6]

## Trayectoria actoral

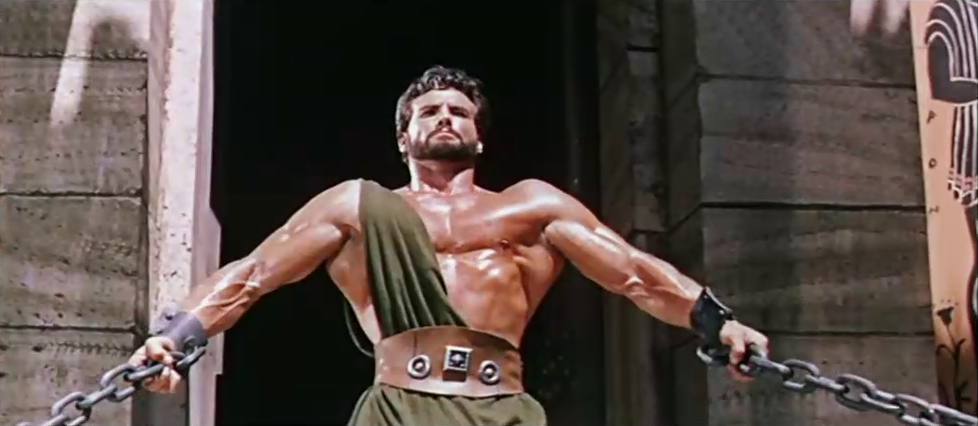
Steve Reeves en Hércules de 1958

Estos éxitos le animaron a intentar una carrera como actor, y estuvo a punto de convertirse en el Sansón de la película de Cecil B. DeMille Sanson y Dalila, pero finalmente fue Victor Mature el elegido, así que el debut cinematográfico de Reeves fue en 1954 de la mano de Ed Wood (considerado el peor director de la historia del cine) en la película Jail Baits. Sin embargo en ese mismo año 1954 aparecería en otro proyecto de mayor prestigio: una comedia musical de la Metro llamada Athena, dirigida por el prolífico Richard Thorpe y protagonizada por estrellas de la productora como Jane Powell y Debbie Reynolds.
Unos años más tarde el director italiano Pietro Francisci, al visualizar esta película decidiría que el musculoso Reeves fuera el protagonista de su película Hércules. El éxito de esta película hizo que se produjera un verdadero boom de películas en Italia de este género. El propio Reeves con el mismo director realizaría una secuela titulada Hércules y la reina de Lidia. El éxito de Reeves hizo que otros forzudos fueran a Italia en busca de su éxito (Reg Park, Ed Fury o Mark Forrest), pero tan solo el ex Tarzán Gordon Scott rozó algo la popularidad de Reeves. 
La filmografía de Reeves continuó en Italia, con películas de éxito, como Los últimos días de Pompeya de Mario Bonard, y sobre todo en la coproducción La batalla de Maratón del afamado director Jacques Tourneur. En la década de los sesenta sus éxitos continúan, y en 1961 el director Sergio Corbucci le pone en la pantalla frente a su gran rival Gordon Scott en la película de Rómulo y Remo (película), en la que ambos forzudos interpretaban a los míticos gemelos. Sigue en las coproducciones italianas pero deja el género del peplum para pasar al de piratas interpretando al pirata Morgan en la película del mismo título dirigida por Primo Zeglio y André de Toth, y Sandokán en El tigre de Mompracem de Umberto Lenzi. 
La compañía Paramount consideró a Reeves para un papel en la versión de su musical de Broadway, Li'l Abner en 1958, pero finalmente el papel fue para Peter Palmer. Después del éxito de taquilla de Hércules, Reeves rechazó numerosas películas de secuelas de Hércules que sin embargo otros actores aprovecharon para crear sus carreras. Le ofrecieron el papel de James Bond en la película de 007 contra el Dr. No en 1962, pero lo rechazó igual que hizo con el papel que finalmente interpretó Clint Eastwood en la película Por un puñado de dólares de 1964.
También realizó una nueva versión de El Ladrón de Bagdad dirigida por Arthur Lubin y Bruno Bailati, para regresar al peplum interpretando a Eneas en dos películas, La Guerra de Troya de Giorgio Ferroni y La Leyenda de Eneas de Giorgio Rivalta. Vuelve a trabajar con Corbucci en El hijo de Espartaco, una especie de continuación de la famosa película de Kubrick en la que el hijo del famoso gladiador toma venganza del asesino de su padre. 
A finales de los sesenta el peplum comienza a pasar de moda, sobre todo porque desde principio de los sesenta el Spaghetti Western hizo su aparición y poco a poco va desplazando al género de romanos en popularidad. Tras rodar un western Yuma del que salió sin mucha gloria, curiosamente, la última película de la mayor estrella del peplum sería un western italiano titulado Vivo por la Muerte Tuya del director Camillo Bazzoni.
George Pal lo consideró para un papel de Doc Savage: The Man of Bronze pero finalmente el papel fue para Ron Ely. En el momento cumbre de su carrera era un actor bien pagado en Europa y su última aparición en pantalla fue en el año 2000 en su biografía realizada para la televisión, A&E Biography: Arnold Schwarzenegger - Flex Appeal.

## Filmografía
- Athena (1954) un musical de la MGM; en él, Reeves trabajo con Debbie Reynolds, Jane Powell, y Edmund Purdom
- Jail Bait (1954)  dirigida por Edward D. Wood Jr.
- Hércules (1958).

- Hércules encadenado (1959).
- La batalla de Marathon (1959).
- El terror de los bárbaros (1959).

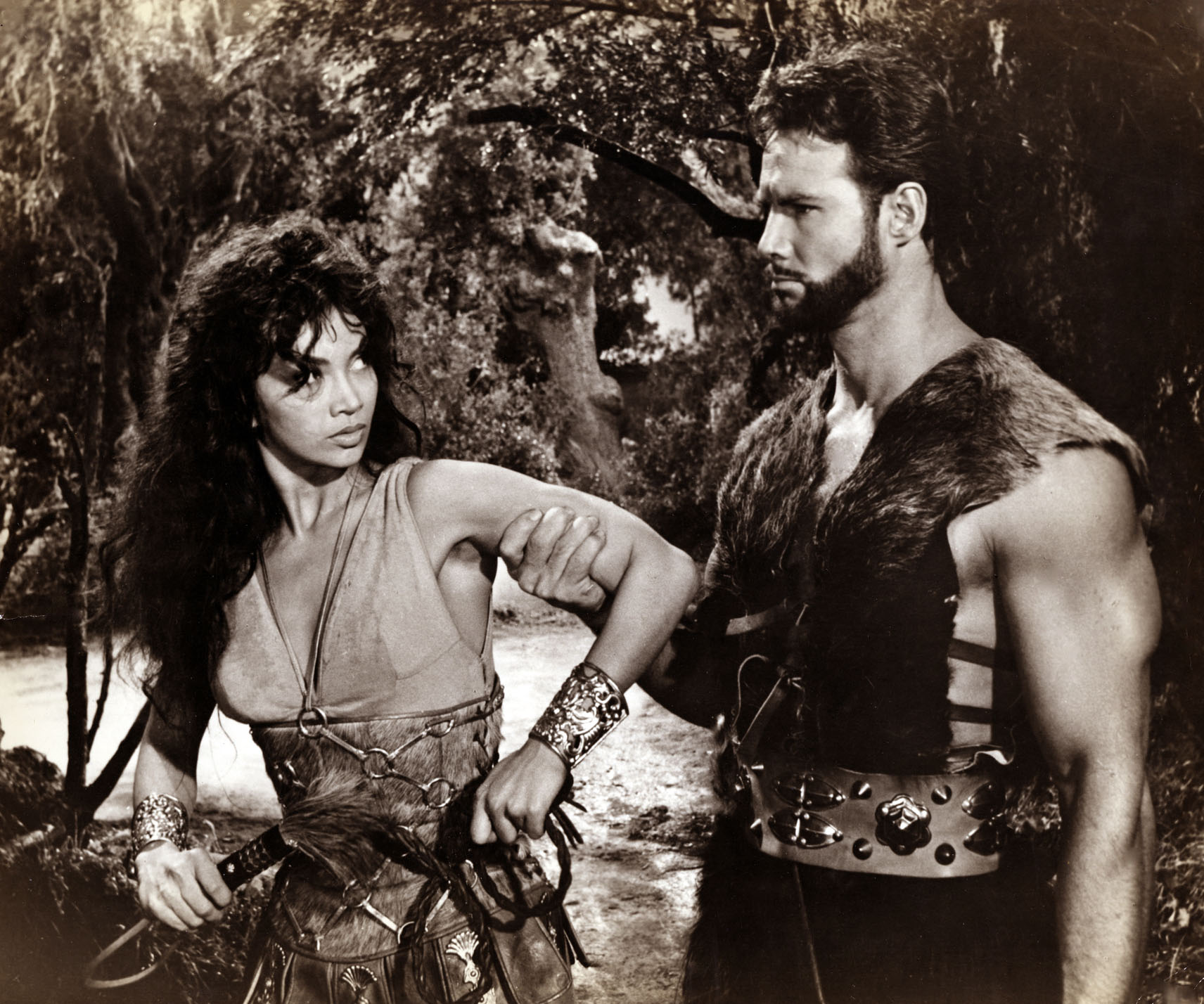
Con Chelo Alonso en Goliat contra los bárbaros.

- Los últimos días de Pompeya (1959).
- El diablo blanco (1959) dirigida por Riccardo Freda.
- Morgan il pirata (1960)
- El ladrón de Bagdad (1960)
- Romolo e Remo (1961).
- La guerra di Troia (1961).
- La leggenda di Enea (1962).
- El hijo de Espartaco (1962).
- Sandokan, la tigre di Mompracem (1964).
- Los piratas de la Malasia (1964).
- Vivo per la tua morte (1967).